# Razengues
Razengues (gaskognisch Rasengas) ist eine französische Gemeinde mit 250 Einwohnern (Stand 1. Januar 2022) im Département Gers in der Region Okzitanien (vor 2016 Midi-Pyrénées). Sie gehört zum Kanton Gimone-Arrats (bis 2015 L’Isle-Jourdain) und zum Arrondissement Auch. Die Einwohner werden Razenguois genannt.

## Lage
Razengues liegt etwa 40 Kilometer westnordwestlich von Toulouse. Umgeben wird Razengues von den Nachbargemeinden Roquelaure-Saint-Aubin im Norden, Beaupuy im Osten, Clermont-Savès im Süden und Südosten, Monferran-Savès im Süden, Escornebœuf im Westen sowie Catonvielle im Nordwesten.

## Bevölkerungsentwicklung
| Jahr                       | 1962 | 1968 | 1975 | 1982 | 1990 | 1999 | 2006 | 2011 | 2016 |
| -------------------------- | ---- | ---- | ---- | ---- | ---- | ---- | ---- | ---- | ---- |
| Einwohner                  | 103  | 96   | 95   | 84   | 93   | 104  | 159  | 191  | 236  |
| Quellen: Cassini und INSEE |      |      |      |      |      |      |      |      |      |

## Sehenswürdigkeiten
- Kirche Notre-Dame-de-la-Nativité
- Schloss Razengues aus dem 15. Jahrhundert
- Windmühle in Meau